# Ost+Front
Ost+Front ist eine Neue-Deutsche-Härte-Band aus Berlin. Die anfänglichen Lieder waren durch einen brachialen Musikstil und eintönige Rhythmen bestimmt, beeinflusst durch das musikalische und textliche Vorbild Rammstein. Ost+Front gehört der sogenannten Schwarzen Szene an.

## Geschichte

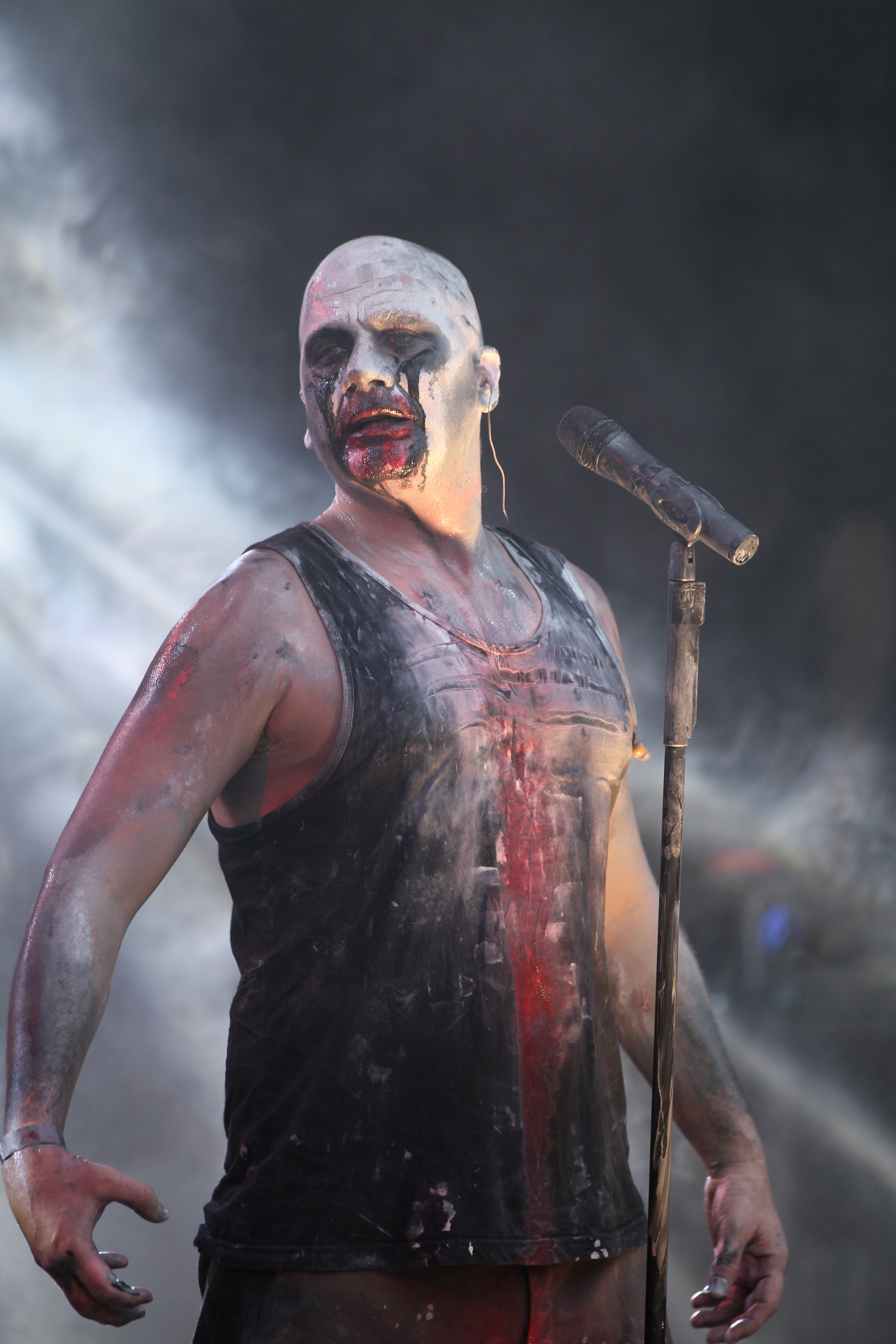
„Herrmann Ostfront“

Gegründet wurde Ost+Front 2008 von Patrick Lange (Herrmann Ostfront), der bis zu diesem Zeitpunkt bei Corvus Corax, Tanzwut, Oomph! (Live) und Schelmish gespielt hatte.
2011 wurde Ost+Front einer breiteren Öffentlichkeit auf dem M’era Luna Festival zugänglich, das sie mit Chris L. (Agonoize) als Frontmann bestritten. Keine zwei Wochen später verließ Chris die Band, sein Platz wurde von Patrick Lange unter dem Pseudonym „Herrmann Ostfront“ eingenommen, welcher bisher die Gitarre und den Backgroundgesang übernahm. Dies behinderte die zeitnahe Veröffentlichung des Debütalbums.
Am 10. August 2012 wurde das Debütalbum Ave Maria veröffentlicht. Dem Album ging das Musikvideo Ich liebe es voraus, das nicht nur in der Musikpresse auf kritische Reaktionen stieß, sondern wegen expliziten sexuellen Darstellungen die „ab 18“ – Freigabe von der FSK verweigert bekam. Nach einer Änderung erhielt die mit dem Album im Bundle vertriebene DVD die Freigabe „ab 16“. Trotz dieser Einschränkung stieg das Album am 28. August für eine Woche auf Platz 68 der deutschen Albumcharts ein. Das Album selbst stieß auf gemischte Reaktionen, Metal.de kritisierte, dass Ost+Front „ziemlich hemmungslos die Herrschaften von Rammstein“ kopieren würden, Legacy.de urteilte, dass „trotz der teils gewöhnungsbedürftigen Texte […] und der eher amüsanten Optik […] das Provokationspotential – das der Band anscheinend so wichtig ist – eher gering“ bleiben würde. Gleichwohl wurde die Musikqualität und Kurzweiligkeit gelobt. Ende 2012 folgten Clubkonzerte in mehreren deutschen Städten, im März 2013 folgten erstmals zwei ausländische Gastspiele. Von April bis August desselben Jahres traten Ost+Front auf mehreren großen Festivals der Schwarzen Szene, wie dem Blackfield Festival und dem M’era Luna Festival auf.

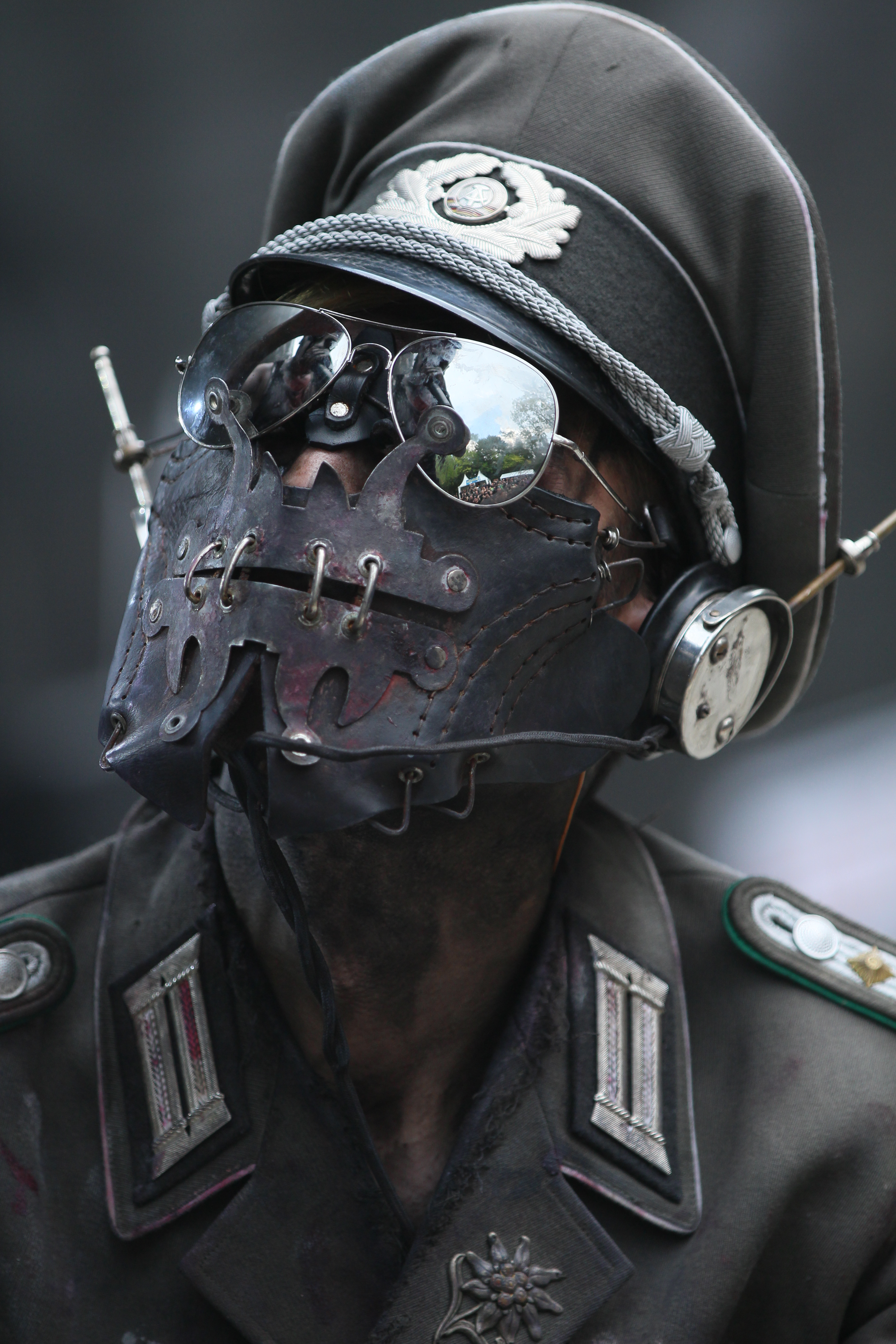
„Eva Edelweiß“

Ende September 2013 veröffentlichten Ost+Front die EP Bitte schlag mich, die auch eine Coverversion von Falcos Hit Out of the Dark enthielt.
Am 24. Januar 2014 erschien das zweite Album Olympia, das auf Platz 25 der Media-Control-Albumcharts einstieg. Musikreviews.de bezeichnete das Album als eine stellenweise bewundernswert perfekte Kopie von Rammstein, die jedoch qualitativ weit hinter diesen zurückbliebe und dessen Texte nicht zum Nachdenken, sondern zum Fremdschämen anregen würden. Die Szenemagazine Tombstone und Mindbreed lobten dagegen die tiefgründigen Texte und die Liebe zum Detail. Ost+Front hätten sich im Vergleich zu ihrem Debüt musikalisch weiterentwickelt und ein „brachiale(s) Gesamtpaket für Freude des schwarzen Humors“ abgeliefert. Auch das englischsprachige Onlinemagazin Reflections of Darkness beurteile das Album positiv, kam jedoch zu dem Schluss, dass all diejenigen, die nicht gerade Fans der Band und ihrer Musik seien, dem Album schwerlich etwas abgewinnen könnten (“On the other hand if such kind of music can’t be called as one of your preferences, it will be hardly possible to find something really great for you on the release”).
Am 30. Oktober 2015 wurde die Single Sternenkinder veröffentlicht, die auf 999 Exemplare limitiert wurde. Zeitgleich erschien das dazugehörige Musikvideo. Neben dem Originalsong Sternenkinder sind auf der Single zwei Remixe (Blutengel, Rob Dust) zu dem Lied zu finden. Als viertes Lied befindet sich die Orchester-Version von Moldau auf der Single. Dem Lied liegt Die Moldau des böhmischen Komponisten Bedřich Smetana zu Grunde.
Am 22. Januar 2016 wurde das dritte Studioalbum Ultra als CD, Doppel-CD mit sechs zusätzlichen Liedern und in einer limitierten Box veröffentlicht. Zuvor erschien das Musikvideo zu Bruderherz auf YouTube. Das Lied Fiesta De Sexo wird gemeinsam mit Erk Aicrag, Sänger der Band Hocico auf Spanisch gesungen. Bei Suizid erhält Ost+Front musikalische Unterstützung von B. Deutung. Auf der zweiten Disk findet sich unter anderem eine Coverversion von Bitte schlag mich von Stimmgewalt. Ultra besticht laut metal.de durch „besonders schwarzen Humor OST+FRONTs, welcher nicht jedem gefallen wird“ und gilt als „ein rundum stimmiges und gereiftes Album.“
Am 22. Dezember 2017 erschien mit Arm & Reich die erste Singleauskopplung des angekündigten Albums Adrenalin. Am 2. Februar 2018 wurde die zweite Single Heavy Metal als Video und MP3 veröffentlicht. Am 16. Februar 2018 erschien das Album Adrenalin als CD, Doppel-CD mit vier zusätzlichen Liedern, als LP und als Box-Set.
Das am 17. August 2019 auf dem Summer-Breeze-Festival gespielte „Adrenalin“-Konzert wurde vom deutsch-französischen Sender Arte aufgezeichnet und wurde auf YouTube veröffentlicht.
Am 31. Juli 2020 erschien nach zweieinhalb Jahren Arbeit das fünfte Studioalbum Dein Helfer in der Not. Zuvor erschienen die Singleauskopplungen Ikarus am 26. Juni 2020 und Schau ins Land am 17. Juli 2020. Zu beiden Liedern wurden auf YouTube Musikvideos veröffentlicht. Zeitgleich mit der Albumveröffentlichung erschien das Musikvideo zu Geld Geld Geld.

## Musikstil
Musikalisch sind Ost+Front der Neuen Deutschen Härte zuzuordnen. Ihre Musik erinnert inhaltlich wie musikalisch stark an Rammstein.

„OST+FRONT klingen nicht nur wie RAMMSTEIN, sie adaptieren auch deren Songs. Das eklatanteste Beispiel hierfür ist ‚Ost+Front 2014‘, das sich aus ‚Moskau‘ (Musik) sowie ‚Links 2 3 4‘ und ‚Rammlied‘ (Text) zusammensetzt.“

„[Rammstein] könnten sich fragen: Wann haben wir das denn aufgenommen? Oder auch: Verdammt, wieso haben wir es nicht aufgenommen?“

Teilweise werden bei einzelnen Liedern textliche Muster Eins zu Eins übernommen:

„Wenn ich ihre Haut verließ – Der Frühling blutet in Paris – In Paris“

„Du bist mein Paradies – Ich hab noch einen Koffer in Paris – In Paris“

„Ich hab ihr einen Kuss gestohlen – Sie wollte sich ihn wiederholen“

„Ich hab Dir einen Traum gestohlen – Er hat sich mir im Schlaf empfohlen“

Oder bestimmte Wörter sind teilweise so dominant, dass eine Verbindung zu Rammstein beim Hörer erzwungen wird; beispielsweise schlägt die mehrmalige Nennung und Betonung des Worts putas im Lied Fiesta de Sexo eine Brücke zu Rammsteins Te quiero puta!.
Kritiker attestierten der Band eine Weiterentwicklung und loben deren eigenen Stil und tiefgründigen Texte. Songs sind oftmals gesellschaftskritisch oder beschäftigen sich mit den Abgründen von menschlicher Psyche und Verhalten.

„Was an „Ultra“ besonders auffällt, ist, dass OST+FRONT gereift sind. Textliche Totalausfälle der Marke “Perfekt” finden sich auf dem jüngsten Werk der Berliner nahezu keine.“

Ost+Front beim RockHarz 2017
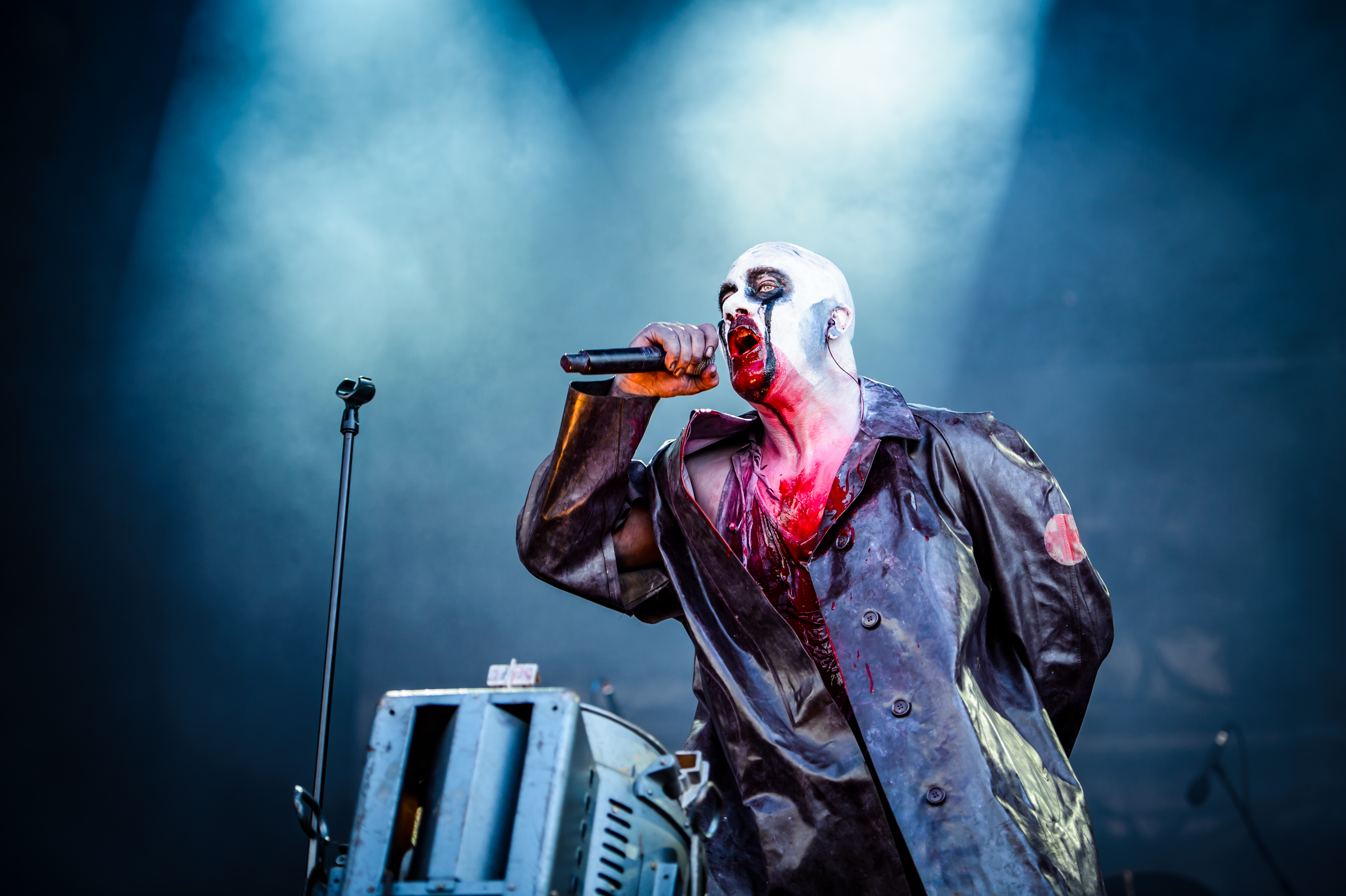
Herrmann Ostfront
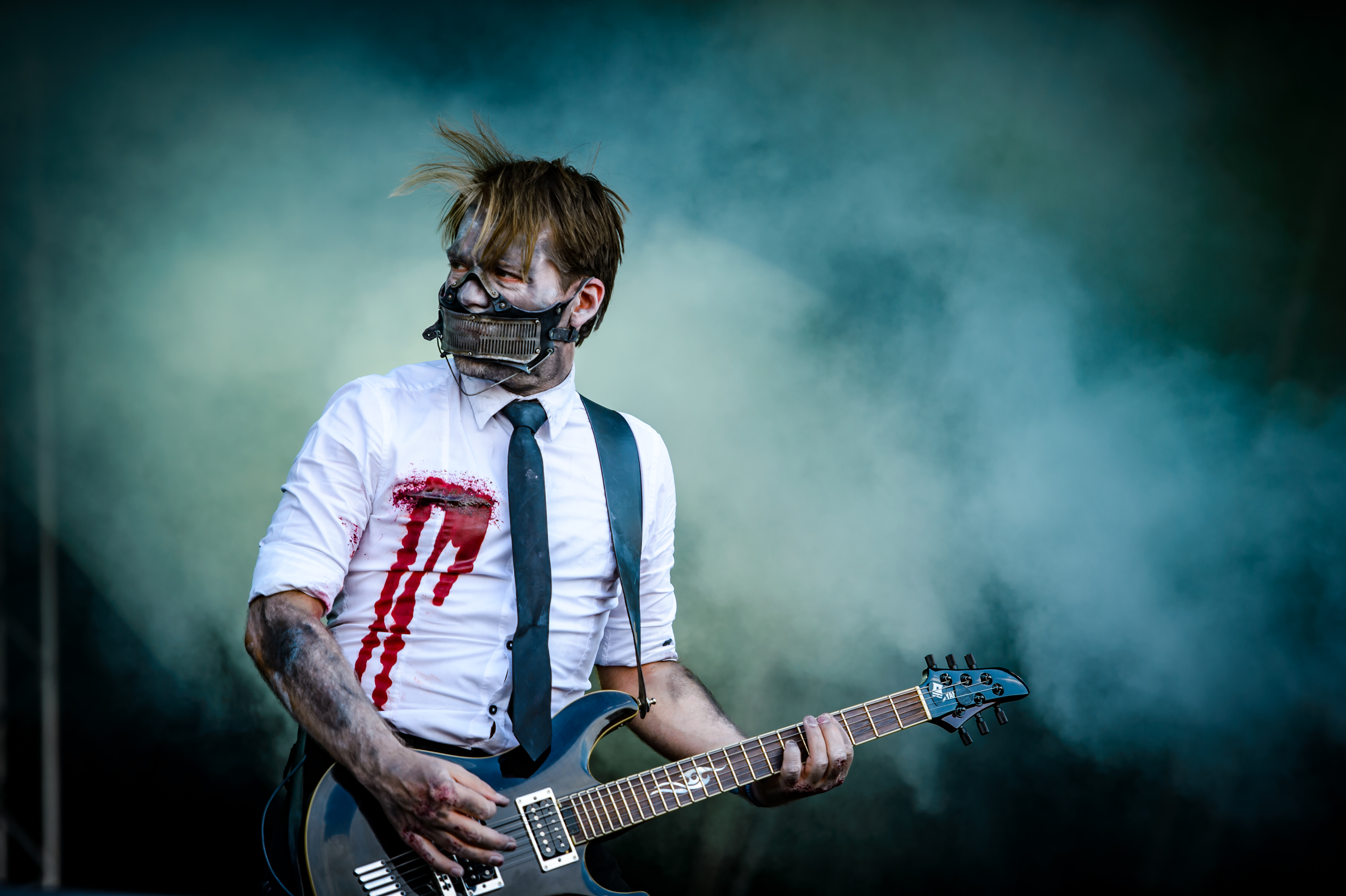
Siegfried Helm
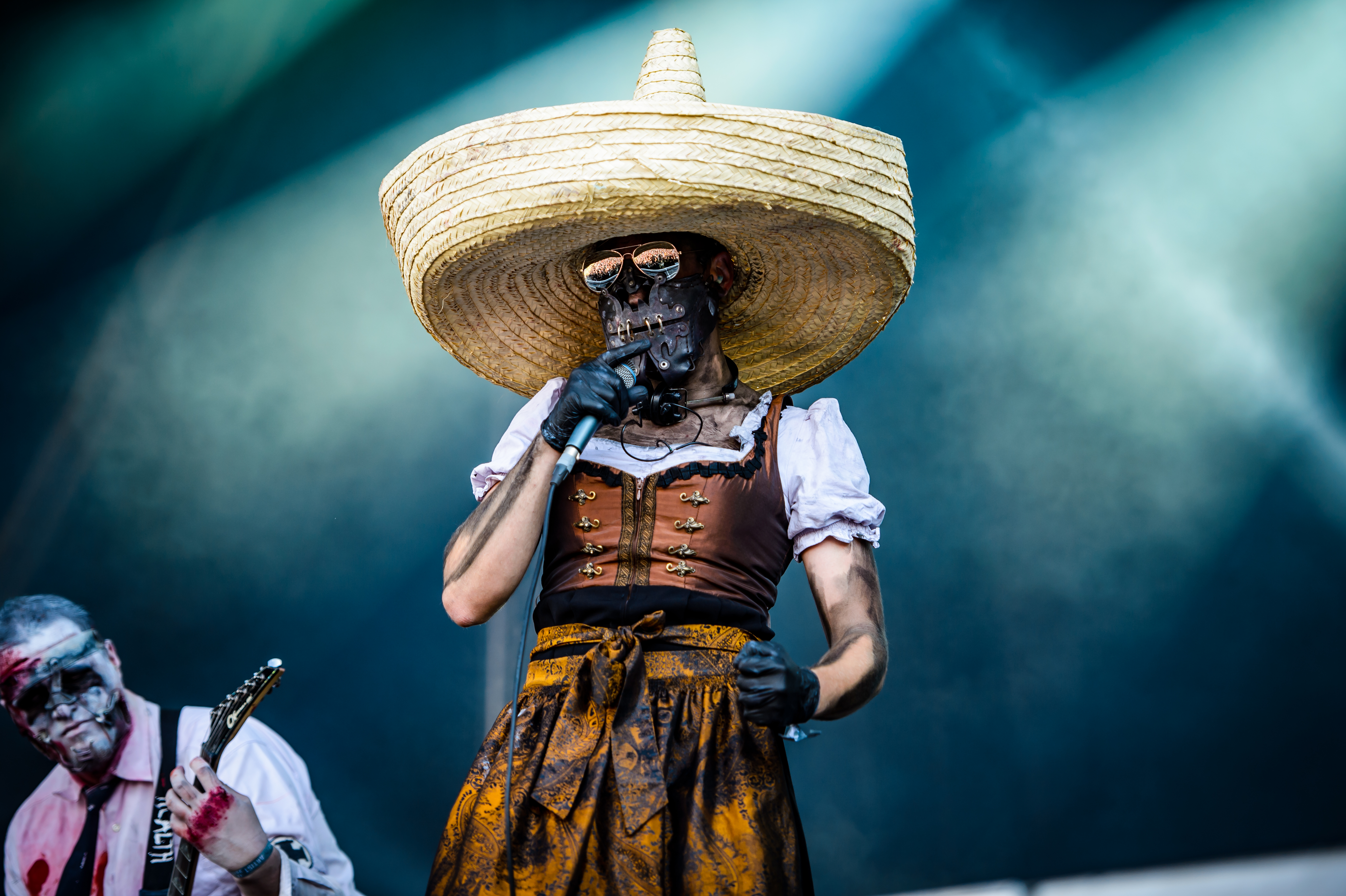
Eva Edelweiß

## Bandname
Da eine rechtsextreme Band aus Thüringen den Namen „Ostfront“ trägt, und sich Ost+Front anfänglich ebenso schrieb, kam es zu Assoziationen mit rechtsextremem Gedankengut. Die Band änderte daraufhin ihren Namen und distanzierte sich wiederholt von Rechtsextremismus.
Ende September 2013 untersagte der Bürgermeister der Gemeinde Windeck, Hans-Christian Lehmann, ein Konzert der Band in der Kulturhalle Kabelmetal, nachdem sich Einwohner und die Bürgerkulturstiftung des Ortes beschwerten, Ost+Front würden Gewalt verherrlichen, und der Band aufgrund des Namens eine politische Motivation unterstellten. Die Band widersprach den Vorwürfen.

## Diskografie
Studioalben

| Jahr | Titel Musiklabel (Vertrieb)                                   | Höchstplatzierung, Gesamtwochen, AuszeichnungChartsChartplatzierungen (Jahr, Titel, Musiklabel [Vertrieb], Platzierungen, Wochen, Auszeichnungen, Anmerkungen) | Anmerkungen                                                                         |
| Jahr | Titel Musiklabel (Vertrieb)                                   | DE | Anmerkungen                                                                         |
| ---- | ------------------------------------------------------------- | --- | ----------------------------------------------------------------------------------- |
| 2012 | Ave Maria Out of Line (Rough Trade Distribution)              | DE68 (1 Wo.)DE | Erstveröffentlichung: 3. September 2012 Erscheinungsformate: CD, CD+DVD-V*, CDR     |
| 2014 | Olympia Out of Line (Rough Trade Distribution)                | DE25 (1 Wo.)DE | Erstveröffentlichung: 7. Februar 2014 Erscheinungsformate: CD, 2×CD                 |
| 2016 | Ultra Out of Line (Rough Trade Distribution)                  | DE22 (1 Wo.)DE | Erstveröffentlichung: 29. Januar 2016 Erscheinungsformate: CD, 2×CD, 3×CD**         |
| 2018 | Adrenalin Out of Line (Rough Trade Distribution)              | DE9 (2 Wo.)DE | Erstveröffentlichung: 16. Februar 2018 Erscheinungsformate: CD, 2×CD, 4×CD**, 2×LP* |
| 2020 | Dein Helfer in der Not Out of Line (Rough Trade Distribution) | DE5 (2 Wo.)DE | Erstveröffentlichung: 31. Juli 2020 Erscheinungsformate: CD, 2×CD, 3×CD*; 2×LP      |